# IC 4392
IC 4392 је група звијезда у сазвјежђу Дјевица која се налази на листи објеката дубоког неба у Индекс каталогу.
Деклинација објекта је - 13° 3' 4" а ректасцензија 14h 15m 53,2s.